# 亨丽埃特·耶格尔
亨丽埃特·耶格尔（挪威語：Henriette Jæger，2003年6月30日—），挪威女子田径运动员，2023年欧洲U23田径锦标赛女子400米银牌得主、2025年欧洲室内田径锦标赛女子400米银牌得主、2025年世界室内田径锦标赛女子400米铜牌得主。